# さくらももいちご
さくらももいちごは日本・徳島県佐那河内村で栽培されているイチゴのブランド名。

## 概要
佐那河内村限定栽培されている高級イチゴである。2022年時点では、12粒から20粒が入った箱が1万円以上で販売されている。
品種名は非公開である。

## 歴史
佐那河内村は盆地状であり、平野部よりも日照時間が短く、昼夜の温度差が大きいというイチゴの栽培に適した土地柄であったことから、昭和40年代からイチゴ栽培が盛んな土地でもあった。
「ほかの土地では栽培されていないようなイチゴ」を目標として新品種の開発が始まり、JA徳島市佐那河内支所と卸売会社の大阪中央青果との共同プロジェクトで育成されたイチゴ品種「ももいちご」の栽培が1992年に佐那河内村で始まる。日本のイチゴのブランド化黎明期と言える時期に投入されたももいちごは人気を集めるようになる。しかしながら、日本全国に輸送されるようになると、ももいちごは輸送時に果皮が傷つくようなこともあったため、その改善と果肉の歯ごたえ、甘みと香りをももいちご以上のものとすることを目標として新品種の開発が始まる。
2008年にさくらももいちごの出荷が始まる。イチゴの大きさや糖度、希少性が評価され、2016年の初出荷の際には化粧箱入りの1箱が10万円で取り引きされた。
2020年時点では、佐那河内村内22戸の農家で栽培されており、出荷量は約80トン。

## 特徴
一粒の大きさが平均でも6センチメートル以上あり、大きなものは子どもの握りこぶしほどのサイズになる。
糖度は平均12度以上のものだけを、さくらももいちごとして出荷している。

## 栽培方法
通常のイチゴは1つ1つの株に複数の実が同時になるのだが、さくらももいちごは蕾の時に間引きを行うことで、果実が大きくなるようにしている。
大人の腰の高さくらいの台で栽培する高設栽培ではなく、地面から畝を作って苗を植える土耕栽培によって栽培されている。
大きくみずみずしいというさくらももいちごの特徴は、同時に軟らかくて傷みやすいという欠点でもあるため、イチゴが大きくなってくると地面に着いたり、自重で株が倒れたりしないよう、地面にすのこを敷き、その上で育てる。